# Starkenbach SG
| SG ist das Kürzel für den Kanton St. Gallen in der Schweiz. Es wird verwendet, um Verwechslungen mit anderen Einträgen des Namens Starkenbach zu vermeiden. |

Starkenbach ist eine Streusiedlung in der politischen Gemeinde Wildhaus-Alt St. Johann im Obertoggenburg im Schweizer Kanton St. Gallen. 
Der Siedlungsname kann auf die Burg Starkenstein zurückgeführt werden, die im 13. Jahrhundert durch die Grafen von Montfort (Starkenstein = sinngemäss Montfort) an der Grenze zur Gemeinde Stein erbaut wurde.
Die Umgebung ist landwirtschaftlich geprägt. Starkenbach ist durch die Hauptstrasse 16, die das gesamte Obertoggenburg durchquert, und die Postautolinie Wildhaus – Nesslau-Neu St. Johann – Wattwil verkehrstechnisch erschlossen. Durch den Ort fliesst der Leistbach, der nördlich der Siedlung in die Thur fliesst. In Starkenbach gibt es zwei Restaurants.
Während des Zweiten Weltkriegs wurde von der Grenzbrigade 8 ein Kilometer westlich des Dorfzentrums die Sperrstelle Starkenbach errichtet.
Die Selunbahn, eine kleine, offene Seilbahn («Kistenbahn») verbindet den Ort mit der Alp Selun. Eine mit Fahrverbot belegte Strasse verbindet Starkenbach über die Vorder Höhi mit Amden. Diese hatte 1973/74 an Bedeutung gewonnen, als die Zufahrt von Weesen nach Amden wegen eines drohenden Felssturzes gefährdet war.

## Sehenswürdigkeiten
Mehrere Toggenburger Bauernhäuser

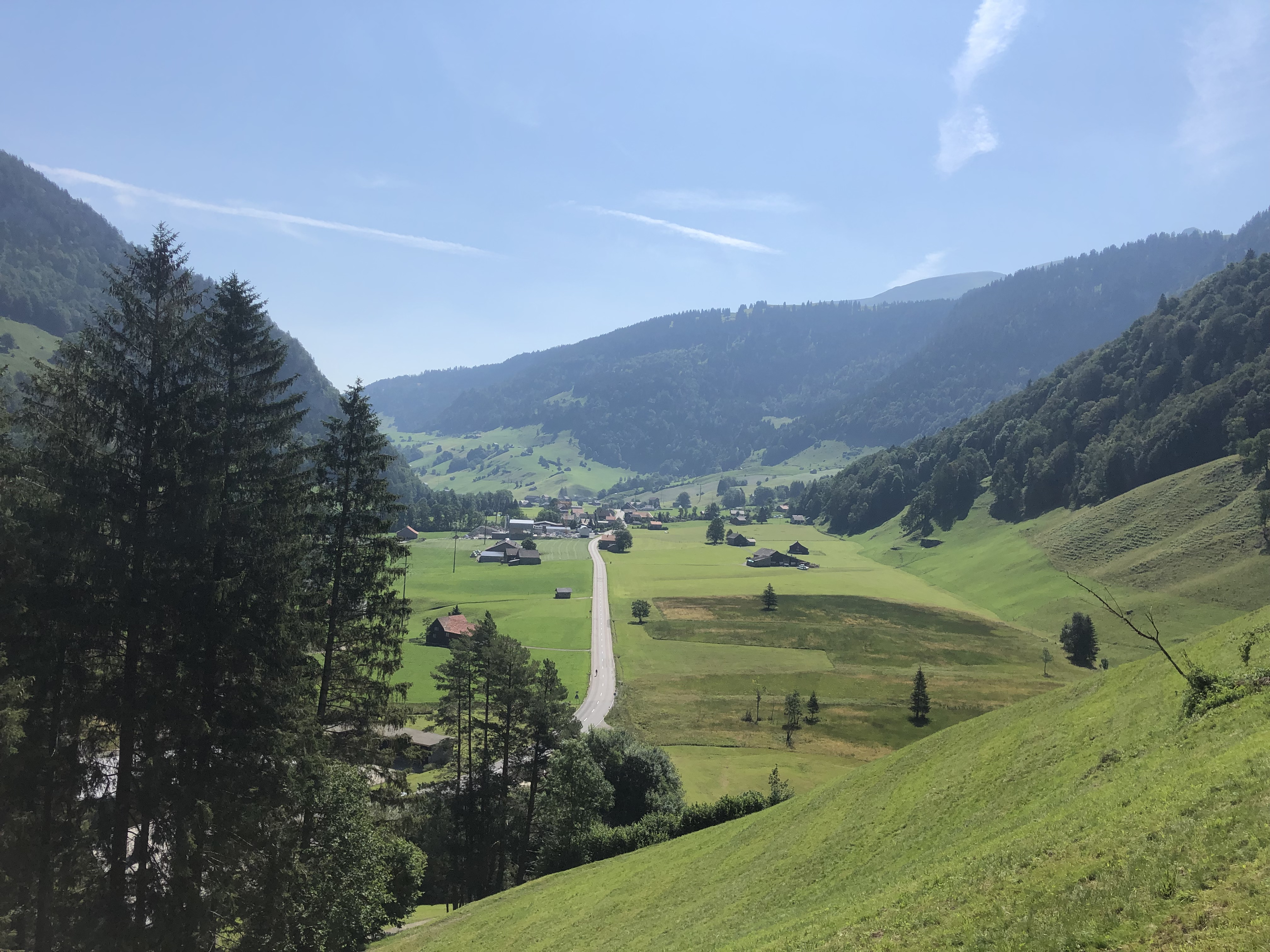
Blick nach Südosten zu Starkenbach

Oberhalb Starkenbachs liegt  bei der Alp Selun das Wildenmannlisloch, in dem in den 1840er Jahren eine Zeit lang der Seluner gelebt haben soll.